# Way to Normal
Way to Normal è il terzo album in studio del cantautore statunitense Ben Folds, pubblicato nel 2008.

## Tracce
Testi e musiche di Ben Folds.
1. Hiroshima (B-B-B-Benny Hit His Head) – 3:38
2. Dr. Yang – 2:30
3. The Frown Song – 3:38
4. You Don't Know Me (feat. Regina Spektor) – 3:12
5. Before Cologne – 0:54
6. Cologne – 5:03
7. Errant Dog – 2:24
8. Free Coffee – 3:08
9. Bitch Went Nuts (0:52 di durata in pregap) – 3:58
10. Brainwascht – 3:49
11. Effington – 3:33
12. Kylie from Connecticut – 4:43